# Чантийцы

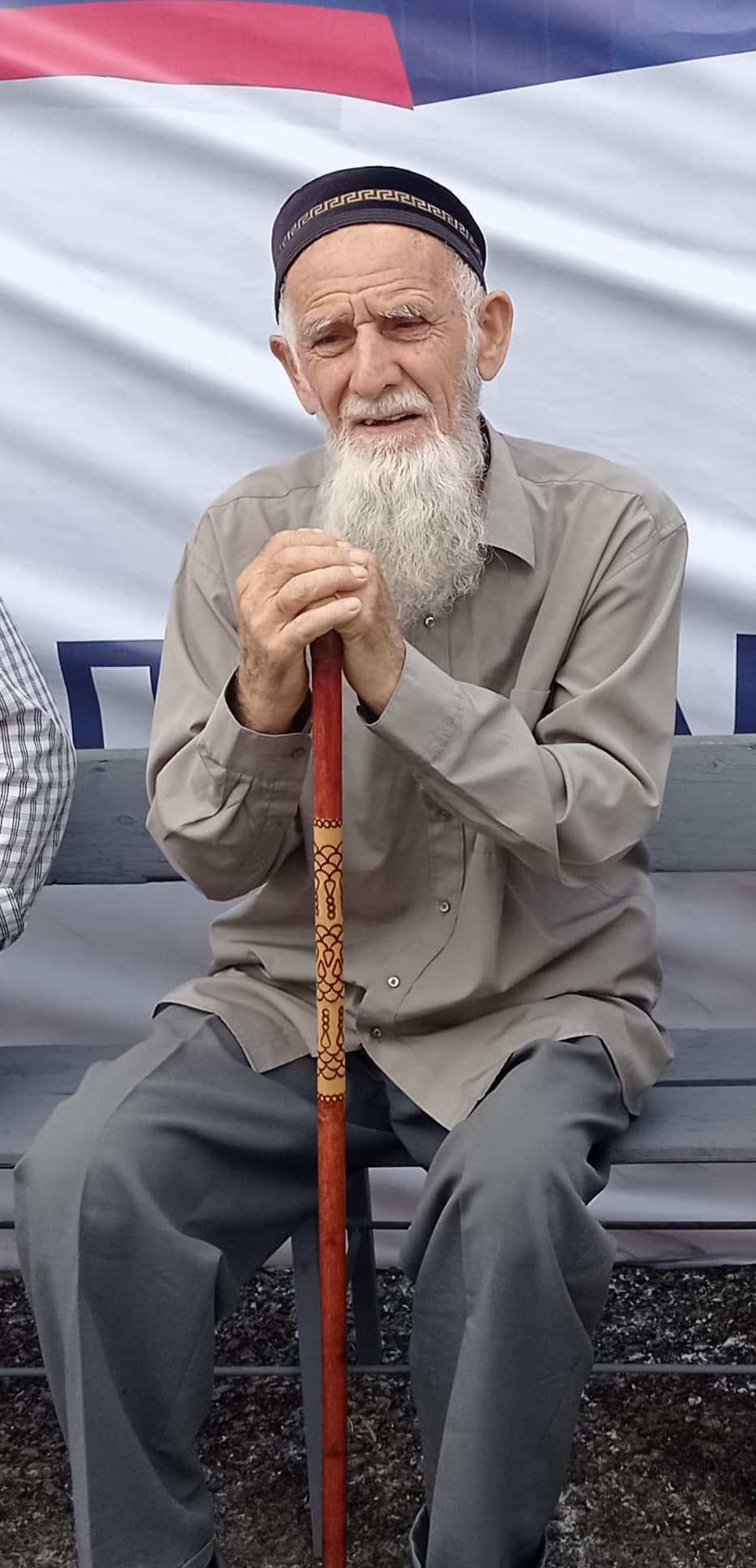
Израил Батаев – ауховский чантиец из села Калининаул (Юрт-Аух)

Чантийцы (чечен. Чӏаьнтий) — чеченский тайп, исторически проживают в Чанты-Аргунском ущелье, а также предположительно входили в историческое государство Цанарети. В чеченской этноиерархии общество причисляют к одним из 9 тукхумов. Проживают во многих районах Чечни, а также в Ингушетии, Дагестане и Грузии. Чантий, Зумсой и Тумсой считаются кровнородственными тайпами.

## Предания

### Легендарное происхождение
В Галанчожском районе, в так называемом месте «Гӏов тӏехьашка», не подалёку от хутора Къовхе, находятся развалины древнего строения — оттуда, по преданию, переселились три брата: Зумсо, Тумсо и Чанти. Со временем Чанти и Зумсо обосновались в районе Итум-Калинском, Тумсо в Шатойском.

## Расселение
Большим числом проживают в городе Грозный, Итум-Кале, Тазбичи, Кокадой, Толстой-Юрт, Бено-Юрт, Алхан-Кала, Терское (Чанти-Юрт), Алхазурово, Хамби-Ирзе, Самашки, Верхний Наур, Гехи, Гойты, Урус-Мартан, Шелкозаводская, Бурунское.
Также в малом числе проживают в населённых пунктах Катыр-Юрт, Кень-Юрт, Наурская, Калиновская, Алпатово, Чернокозово, Капустино, Калининаул, Ленинаул, Серноводское, Ассиновская, Ачхой-Мартан, Гой-Чу, Гойское, Первомайское, Правобережное, Пседах, Аргун, Дуба-Юрт, Шелковская, Гребенская, Новощедринская, Гикало, Старая Сунжа, Пригородное, Долинский, Горагорский, Вознесеновский, Вежарий-Юрт, Малгобек, Хасавюрт, Мекен-Юрт, Знаменское и тд.

## Совет мудрецов
Чантийцы считаются основателями Совета мудрецов, находившегося в селении Пхоччу, древнейшего поселения на территории общества Чинхой. В Совет обращались ищущие справедливости жители обществ — начиная от Хевсурети и до самой предгорной равнины. Членами совета были выборные представители — мудрецы, безупречно честные и справедливые.
По данным А. Сулейманова, рядом с селением Бобашгут находилось местечко Хатта эркие («Совета ущелье»), где также собирался Совет мудрецов, последними членами которого были Ами Акболат и Ами Чага.

### Легенда об Итоне. История возникновение Итум-Кали
О возникновении села Итум-Кали существует легенда. Великий и славный герой Итон, во время путешествия, решил отдохнуть у дороги посреди гор. Когда он проснулся, то обнаружил на своём мече гнездо, которое свила ласточка, а паук сплёл паутину. Посчитав это хорошим знаком, мужчина решил осесть на благодатном месте. Он женился на девушке из соседнего села и построил целый замковый комплекс, названный им Итон-Къхал или Итум-Кали.

## Культура

### Язык
Чантийцы являются носителями итумкалинского диалекта чеченского языка.

### Нравы
Волконский в своей работе «1858 год в Чечне», пишет, что Имам Шамиль считал чантийское общество одно из самых своевольных и либеральных чеченских обществ.

### Религия
Принятие ислама согласно полевым данным происходило здесь в течение XVII-XVIII веков. Проникновение новой религии, что интересно, шло как с равнины и нижележащего Шатоя, так и из вышележащих обществ верховьев Шаро-Аргуна, прилегавших к исламизированному Дагестану

## История
Возможно, в прошлом чантийцы были могущественным и широко расселенным племенем, на что указывает их расселение и связь отдельных представителей чантийского общества с Кахетией. По мнению Н. С. Иваненкова, все тайпы входящие в общество Чантий, считаются родственными, а их общим родоначальником по некоторым преданиям был некий Итум (Итон) Люнгиев, княжеского рода, выходец из Грузии. Исход из Грузии (имеется в виду Кахетии), очевидно, отражает вышеупомянутый факт вынужденного движения масс из Закавказья на север из-за кровопролитных войн с Ираном. Последний факт отразился и на численности чантийцев, что привело ко временному ослаблению общины.
Сигаури пишет: «Тот факт, что первопредок Чӏаьнтий переселился из Грузии, вовсе не означает, что это общество имеет не нахское происхождение. В горах Восточной Грузии некогда широко расселились нахи, и миграция части из них на северные склоны. Большого Кавказского хребта вовсе не была необычным явлением».

### Цанары
Чеченские исследователи Чокаев и Бакаев считают чантийцев потомками цанаров. Цанарами (цаной) именуются конкретно жители Чанты-Аргунского ущелья Чечни и прилегающие к ней с юга нахские общества Грузии. Однако следует считаться и с тем, что порой и вся Восточная Грузия, с ее грузиноязычными областями, именуется в источниках Цанаретия (но скорее всего по имени цанарской династии). Кахетинская царская династия имела цанарское происхождение. 
Впервые цанары упоминаются во II веке нашей эры Клавдием Птолемеем. По его данным, цанары проживают на землях между Иберией и Албанией. Начиная с V века, цанаров на указанной территории фиксируют греко-латинские, армянские, грузинские и арабские источники. По мнению исследователей, цанары на протяжении многих столетий занимали обе стороны Главного Кавказского хребта и контролировали Дарьяльское ущелье, а также перевальные пути, связывающие Южный и Северный Кавказ, проходившие по верховьям рек Ассы, Чанти-Аргун и Шаро-Аргун, а также по ущельям Хилдехароя, Майсты, Малхисты и Панкиси.
В научной литературе существуют разные версии этнической принадлежности цанаров. Востоковед В. Ф. Минорский и абхазский историк Г. Д. Гумба относят цанаров к нахским племенам.
В VIII—IX веках цанары подняли ряд восстаний против власти Халифата. В 771—775, 807, 809 и 853 годах цанары в союзе с соседними народами и областями (Картли, Джавахетия, Тбилисский эмират) выступали против арабов. В 770-е годы арабский полководец Амр ибн Исмаил подавил восстание и, по арабским источникам, перебил «10 тысяч санарийцев».
В 853 году халиф Джафар ал-Мутаваккиль, чтобы наказать повстанцев, отправил в Закавказье армию в 120 тысяч человек во главе с Бугой аль-Кабира. Как сообщает грузинская летопись «Картлис цховреба», Буга сначала «сокрушил» всю Армению, потом взял и разорил Тбилиси. Против Бугы выступил царь абхазов Деметрий II, но и он потерпел поражение. Далее повествуется о том, как цанары, которые, очевидно, были союзниками эмира Тбилиси Исхака бен Исмаила, выступили против Буги аль-Кабира и нанесли ему сокрушительное поражение. Как отмечает летопись, «Бог шел им в помощь, ибо когда сразились, начался снегопад. Одарил Господь их мощью, и погибло бесчисленное множество воинов сарацинских». По свидетельству средневекового арабского историка ал-Йакуби, видя неизбежность столкновения с войсками Буги аль-Кабира, цанары заблаговременно обратились за помощью к государям трех стран: «сахибу ар-Рума» (Византия), «сахибу ал-хазар» (Хазарский каганат) и «сахибу ас-сакалиба» (Киевская Русь). Как отмечал историк А. П. Новосельцев, помощи из этих стран цанары так и не дождались.
О победе цанаров над арабской армией сообщают ряд грузинских, армянских и арабских авторов. Так, ал-Йакуби кратко написал об этом событии: «Буга двинулся против санарийцев, сражался с ними, но они разбили его и обратили в бегство». Этот же факт констатирует армянский историк IX—X вв. Товма Арцруни, а также прославленный арабо-курдский историк Ибн аль-Асир (1169—1232).
В ходе войн и взаимодействий с Халифатом произошло образование Цанарского государства, эпоха расцвета которого относится к XI веку.

### Первые упоминания
Первые упоминания о чантийцах в русских источниках восходят к началу XVII века, где они выступают под названием «Отчанская земля» в реестре документов, связанных с русскими и грузинскими посольствами, чей путь пролегал через эти земли. «Среди доживших до XX века топографических и племенных обозначений, — указывает Е. Н. Кушева, — находим ряд названий, которые можно отождествить с терминами, переданными нам русскими документами XVI—XVII вв.
Одна их группа — Мичкизы, Шубуты, Мерези, Мулки, Отчанская земля, Тшанские люди — ведет к Чечне». Гидроним Чанты-Аргун, названия р. Чанты-ахк, горы Чанты-барз, безусловно, связаны с «Отчанской землей» в русском документе 1621 года, выявленного Е. Н. Кушевой, — считал С.-Э. Бадаев
.
В документальных источниках топоним также встречается и в 1665 году. В челобитной грузинского царевича Николая Давыдовича в Москву, где он жалуется, что «тех земель руководители (владельцы) — Теремской, да Чантинской, да Чинахской» не пропускали его кортеж «через владенья свои».

### Влияние
В союзе Чантий основанного на преобладании аульного общества Итон-кхелла, вырастали и новые центры влияния. В частности возвысилась группа селений к юго-востоку от главного аула объединившаяся вокруг аула Дёре. Порой и все общество в целом получало доминирование в аргунском регионе, что позволяло причислять к чантинцам и соседних дзумсоевцев, хачароевцев и хилдехароевцев.

### Доьрахой
Дёрахойцы (чечен. Доьрахой) контролировали узкий участок Аргунского ущелья между устьями речек Хочаройахк и Дёрхойн-эрк и брали подорожную плату. А. С. Сулейманов называет село Дёре самым древним поселением Чантийского общества и включает в него (как в административный центр) аулы КIел ЦIуьника, ТIера ЦIуьника, ЦIагӏиэ, Дийхьа Доьра, Сехьа Доьра (Басара Доьра, КIогура Доьра), жители которых совокупно именовали себя дёрахой (доьрахой). По преданиям здесь жили элий (князья), власть которых зачастую не превышала нескольких квадратных километров. По сведениям Сулейманова, чеченцы восстали против элий, изгнали и истребили их, а также отменили подорожную и податную плату (биэрг), изгнали чиновников-налогоимщиков биэрг и биэрчи.

### Другое
Согласно полевым материалам чантийский союз сельских обществ имел типичную для Горной Чечни систему общественного управления: здесь были и места для сбора народных собраний — «Оховчу гута» — «холм [где садятся для] собрания» и заседаний Совета мудрецов, разбиравших наиболее запутанные дела; было, к примеру, и особое место совещания старейшин — «Исхой» — буквально «девять где совещаются».

## Известные чантийцы
1. Алдам Чантийский — чеченский военачальник времён Большой Кавказской войны, наиб чантийского общества и округа Итум-Кали[29].
2. Ханпаша Нурадилов — пулемётчик, командир пулемётного взвода, Герой Советского Союза, участник Великой Отечественной войны. Уничтожил более 920 немецких солдат, 7 пулемётных расчетов, взял в плен 12 солдат противника. Четырежды представлялся к званию Героя Советского Союза. Считается самым результативным красноармейцем Великой Отечественной войны[30][31].
3. Ахмед Имадаев — один из первых летчиков-чеченцев, служивших во время Великой Отечественной войны. Подполковник авиации. На счету 72 боевых вылета. Награжден Орденом Отечественной войны 1 и 2 степени, двумя орденами Красной звезды, медалями «За боевые заслуги», "За победу над Германией в Великой Отечественной войне 1941—1945 гг., «За взятие Кенигсберга», «Ветеран труда». Одна из улиц в родовом Итум-Кали носит его имя, также его имя увековечено в Туле на мемориале памяти «Защитникам неба Отечества».[32]
4. Юсуп Башаев  — основоположник промышленного производства г. Аргун, участник Гражданской войны 1917 г.[33], в частности, организатор и непосредственный участник военного сопротивления против ВСЮР под командованием Деникина А.И. в зоне населённых пунктов Устар-Гардой (ныне г. Аргун), Мескер-Юрт, Цоци-Юрт и Чечен-Аул.
5. Янарса Яскиев — солдат элитного Семеновского полка. Служил на российско-китайской границе, командир разведки. Участник русско-японской (1904—1905), Первой мировой (1914—1918), гражданской войн. Показал себя искусным наездником и бесстрашным бойцом. В Первую мировую войну воевал в составе знаменитой «Дикой дивизии», имел многие награды, в том числе — два Георгия (официально — Знак отличия военного ордена). В 1916 году Янарсу назначили начальником жандармерии города Новочеркасска[34].
6. Магомед Узуев — старший сержант РККА, участник Великой Отечественной войны, заместитель командира учебного взвода 333-го стрелкового полка 6-й стрелковой Орловской Краснознамённой дивизии, Герой Российской Федерации (1996 год, посмертно).
7. Ахмад Сулейманов — советский чеченский исследователь-краевед (кавказовед), просветитель, педагог, народный поэт (ашуг), фольклорист, переводчик, художник и музыкант. Известен как автор наиболее полного описания топонимии Чечни и Ингушетии, а также вайнахских этногрупп-обществ, проживавших/проживающих на этой территории («Топонимия Чечено-Ингушетии»)[35].
8. Хусейн Исаев — доктор экономических наук, профессор, руководитель Территориального управления Министерства имущественных отношений РФ по ЧР (2000-03гг), председатель Государственного Совета Чеченской Республики с июня 2003 года по май 2004 года. С 1996 по 1998 годы Хусейн Исаев является депутатом Палаты представителей Народного Собрания ЧР, 1997—2000 гг. — генеральный директор Центра новых технологий Международной инженерной академии. В 2001 году избран вице-президентом Российской инженерной академии. С 2000 по 2002 годы — член экспертного совета Московской городской Думы. Заслуженный строитель ЧИАССР, заслуженный экономист ЧР. В 25 лет он первым в мире произвел монтаж мостовых стальных конструкций через реку Днепр с помощью вертолета. Это было его ноу-хау. Был награжден медалью ООН «За неоценимый вклад в науку», орденом Дружбы народов. И орденом Мужества. Посмертно.[36][37].
9. Эли Исаев — российский государственный деятель; действительный государственный советник Российской Федерации 2-го класса, доктор экономических наук, заместитель руководителя Федерального казначейства. Является автором ряда научных работ, статей и монографий[38].
10. Зайнди Чергизбиев — композитор, музыкант, руководитель и создатель инструментального ансамбля при Гостелерадио Чечено-Ингушской АССР, дирижёр и музыкальный руководитель оркестра Чечено-Ингушского государственного ансамбля танца «Вайнах», Заслуженный деятель искусств Чечено-Ингушской АССР.
11. Аружа Гелагаева — историк, кандидат философских наук, доцент. Зам. генерального директора Национального музея Чеченской Республики. Победитель Общероссийского конкурса на звание «Деловая женщина России» в области культуры, образования[39].
12. Хамзат Чантийский — чантийский наиб (военачальник) времён Русско-Кавказской войны.[40]
13. Ахматханов Зака Израилович — (1919—2002) участник ВОВ, офицер, член правительство ЧИАССР, бывший председатель Грозненского городского совета ветеранов ВОВ.
14. Керимов Муса Абдурахманович — советский хозяйственный, государственный и политический деятель, председатель Совета Министров Чечено-Ингушской АССР (1978—1990), депутат Верховного Совета РСФСР X и XI созывов, делегат XXVII съезда КПСС.
15. Бачаев Зайнди — участник ВОВ. Было множество медалей и благодарственных писем от Министерства Обороны СССР, но в результате военных действий на территории ЧР ничего не сохранилось.[41]
16. Хасан Азиевич Саралапов — сержант гвардии времён ВОВ. Был награжден медалями "За отвагу " и «За победу над Германией в Великой Отечественной войне 1941—1945 гг.»[42]
17. Кетиев Хамид Рожапович — сержант времён ВОВ.[43]
18. Цингиев Байсар Атаназович — участник ВОВ. Участник Восточно-Прусской наступательной операции. Был награжден медалью «За отвагу».[44]
19. Узуев Ахмет Азаматович — участник ВОВ. Был награжден медалью «За Отвагу» за то, что во время боя вынес тяжело раненного командира и тем самым спас ему жизнь, орденом «Отечественной войны», медалью «За оборону Ленинграда», «За победу над Германией в Великой Отечественной войне 1941—1945 гг.», Юбилейной медалью «20 лет победы в Великой Отечественной войне 1945 гг.» и многими другими медалями.[45]
20. Магомед Имадаев — редактор чеченской республиканской газеты «Ленинский путь». В январе 1942 года был назначен комиссаром 255-го большой Чечено-Ингушского отдельного кавалерийского полка.
21. Уциев Назарбек — лейтенант Н. Уциев служил в Брестском гарнизоне. Награжден за отличие в борьбе с фашистскими диверсантами. В момент нападения фашистов его не было в Брестской крепости. Служил Н. Уциев в погранвойсках. В отставку вышел в чине подполковника, кавалер многих орденов. После войны, построил партийную карьеру, был видным партийным и советским деятелям.

## Область
Чантий граничит на юге с Хачара, на востоке с Шикара и Кесала, на севере с Зумса и Чиннаха, на западе с Гуха, лежит в бассейне рек Чанты-Аргун и Чанты-Эрка (берёт начало в местечке Чархунишкорти, что в переводе означает «на горе медвежьего леса», течёт с юго-запада на северо-восток, впадает в реку Чанты-Аргун и заканчивается на горе Дуган-Корт). Длительное время общество Чантий играло ведущую роль в общественной жизни во всём Чанты-Аргунском ущелье. Только этим можно объяснить то обстоятельство, что река Аргун носит название Чанты-Аргун. Этноним «Чанты» имеет следующую семантику: «чӏуон» — боковые горы, «та» — указатель «на», с чеченского переводится как «на месте боковых гор». Также рядом с этой местностью лежит аул Чӏуохой (Гухой).
Своим духовным центром чантийцы считали нынешний Итум-Кали, так как на месте села Итум-Кали находилось два древнейших чантинских поселения Шулкаг и Пхакоча. Пхакоч являлось центром Чанти. В Чанти находилось несколько сот аулов, таких как Селита, Точи эвла, Хаза-келой, Дере, Цуника, Хуча-ара, Чагие, Цамда, Цер-гута, Юрда-ара, Горгачаара, Цовханан корта, Мухмерки, Зазамерки, Кокадой, Сакашденгу, Жарашйистие, Иоховчу гути, Хатта-эркие, Бургул-Бийра, Цанара, Дурзули и др. В каждом ауле находилась башня, защищающая аул.

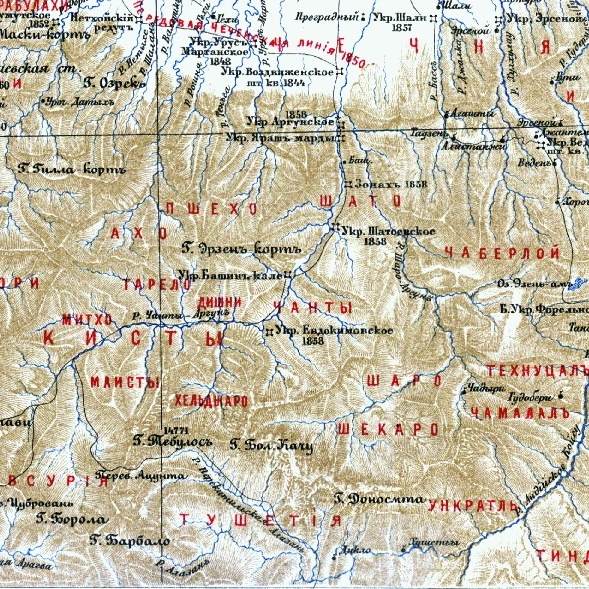
Чантий на карте 1899 года
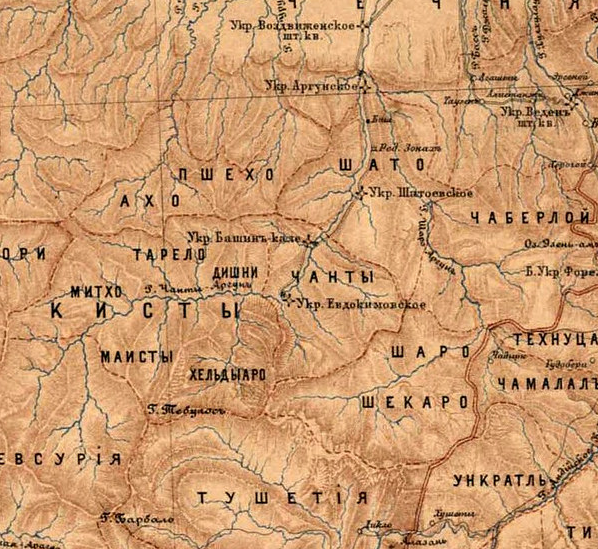
Чантий на карте 1897 года
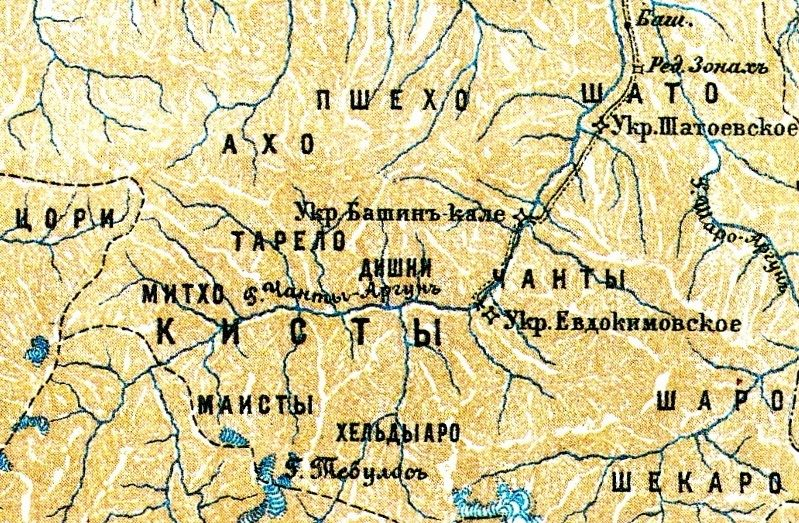
Чантий на карте

## Ответвления
- Итон (Ити) гар
- Эжи (Ижи) гар
- Хамат (Хамад) гар
- Муртаз гар
- Чапан гар
- Кушан гар
- Борз гар
- Бахи гар
- Пхьадухаро гар
- Алдам гар
- Берко гар
- Арго гар.